# Rzeźby w Parku Śląskim
Rzeźby w Parku Śląskim – zespół rzeźb plenerowych znajdujących się na obszarze Parku Śląskiego.
Obejmuje:
- dzieła tworzące Galerię Rzeźby Śląskiej – ekspozycję plenerową usytuowaną w pobliżu restauracji „Łania” (Aleja Łani nr 1),
- rzeźby o charakterze dekoracyjnym, uzupełniające krajobraz parkowy, rozmieszczone w większości przy alejach spacerowych,
- rzeźby o charakterze edukacyjnym – rekonstrukcje dinozaurów zgrupowane w Kotlinie Dinozaurów.

Rzeźby zróżnicowane są pod względem treści, materiału i stylistyki. Wykonywane były od lat 60. XX wieku przez uznanych rzeźbiarzy polskich, w znacznej większości związanych z Górnym Śląskiem.
W kwietniu 2011 roku 53 rzeźby zostały wpisane do rejestru zabytków ruchomych.

## Galeria Rzeźby Śląskiej
Galeria Rzeźby Śląskiej – plenerowa ekspozycja rzeźb powstała z inicjatywy Jerzego Ziętka jako realizacja pomysłu artystów katowickiego okręgu Związku Polskich Artystów Plastyków, w szczególności Jerzego Egona Kwiatkowskiego, Tadeusza Ślimakowskiego i Teresy Michałowskiej-Reuszerowej.
Pomysł polegał na zapraszaniu wybranych rzeźbiarzy do udziału w wystawie plenerowej. Artyści wykonywali na ekspozycję rzeźby gipsowe, z których (po ocenie komisji kwalifikacyjnej i widzów) kilka było wybieranych do realizacji w trwałym materiale, tworząc stałą plenerową wystawę. Z czasem formuła wystaw została zmieniona – artyści przywozili szkice i na ich podstawie wybierane były projekty do realizacji.
Parkowe ekspozycje miały być wymieniane częściowo co dwa lata. Pierwszy plener miał miejsce w 1963 roku (wystawiono wówczas 18 prac), ostatni w 1983. Organizatorami wystaw byli Wojewódzki Park Kultury i Wypoczynku (obecnie Park Śląski) oraz Związek Polskich Artystów Plastyków.
Galeria nie posiada motywu przewodniego. Rzeźby reprezentują różnorodne tematy i warsztaty, ilustrują główne tendencje powojennej sztuki rzeźbiarskiej. Wartość galerii polegała na przybliżaniu przeciętnemu widzowi wybitnych dzieł sztuki. Dla artystów była to możliwość wymiany doświadczeń i pokazania swojego dorobku.
Od 2005 roku w ratowanie rzeźb zaangażowana jest Fundacja dla Śląska.

## Kotlina Dinozaurów

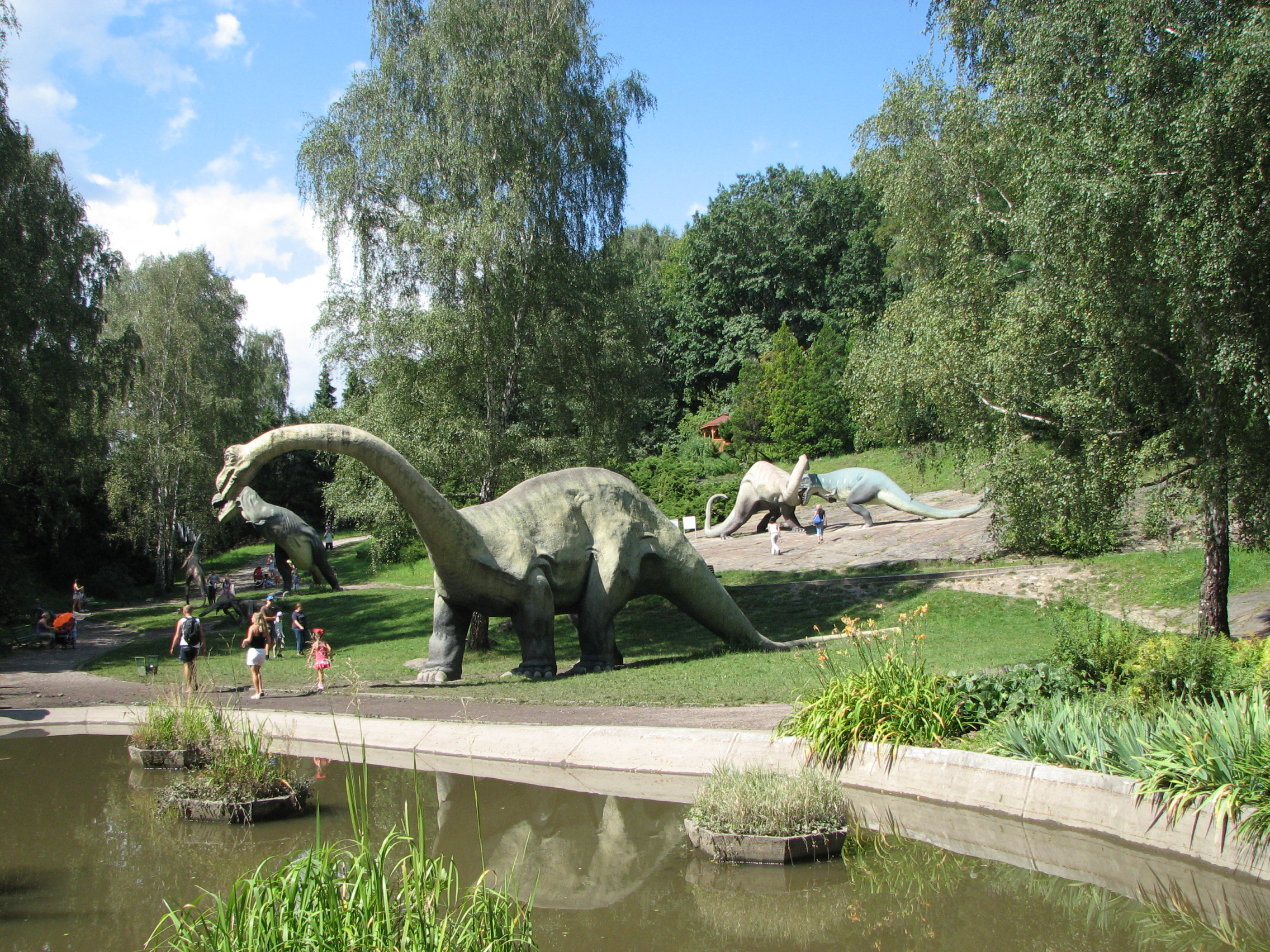
Kotlina Dinozaurów

Na terenie Parku Śląskiego, w Śląskim Ogrodzie Zoologicznym, znajduje się zespół rzeźb o charakterze edukacyjnym przedstawiających różne gatunki dinozaurów naturalnej wielkości. Otwarcie Kotliny Dinozaurów miało miejsce w 1975 roku. Była to pierwsza w Polsce tego typu ekspozycja. Inspiracją do jej powstania były prace wykopaliskowe na terenie pustyni Gobi, prowadzone w latach 1963–1971 przez ekspedycje polskich paleontologów. Rzeźby dinozaurów były zaprojektowane przez Wojciecha Skarżyńskiego, pracownika Instytutu Paleontologii PAN i uczestnika ww. wypraw do Mongolii. Wykonawcą prac była Katowicka Pracownia Sztuk Plastycznych. Przy tworzeniu zwierząt pracowali między innymi rzeźbiarze: Henryk Fudali, Waldemar Madej oraz Józef Sawicki, architekt wnętrz Jan Kosarz i architekt krajobrazu Zofia Ziembińska-Sznee. Nadzór naukowy prowadziła prof. Zofia Kielan-Jaworowska. Wszystkie 16 modeli zwierząt wykonano z żelbetu.

## Wykaz rzeźb

### Galeria Rzeźby Śląskiej
| Zdjęcie | Nazwa rzeźby         | Czas powstania          | Autor                        | Uwagi |
| --- | -------------------- | ----------------------- | ---------------------------- | --- |
| rzeźba w parku, zdjęcie wykonane jesienią. Rzeźba abstrakcyjna stoi na kolistej podstawie. Jest kamienna, zielonkawa od mchu. Bryła rzeźby jest niekształtna, przypomina fragment siedzącej osoby - część nóg i odchylone w tył plecy. Obok rzeźby rośnie drzewo iglaste, ziemia zasłana jest jesiennymi liśćmi. | Siedząca             |                         | Gerard Grzywaczyk            | rzeźba z piaskowca |
| | Dwie góralki         |                         | Jerzy Egon Kwiatkowski       | rzeźba pozostawała zniszczona, z oryginału zachowały się fragmenty nóg postaci, została zrekonstruowana                   |
| Kamienna rzeźba w parku sfotografowana w letni, słoneczny dzień. Na prostopadłościennym postumencie stoi postać nagiej dziewczyny w kapeluszu nasuniętym na oczy. Stoi wyprostowana, ręce trzyma z przodu, złożone. Raczej nie jest szczupła. W tle widać trawnik, drzewa i inną, niewysoką rzeźbę. | Dziewczyna 83        | 1983                    | Leopold Trybowski            | |
| Rzeźba parkowa sfotografowana jesienią. Jest to postać kobiety, w długiej, wąskiej sukni z kapturem zarzuconym na głowę. Głowę ma lekko pochyloną do przodu, oczy zamknięte, delikatnie się uśmiecha. Spod kaptura wychodzą włosy zaczesane na boki. W rękach z przodu trzyma duży kwiat podobny do słonecznika. Ziemia wokół pokryta jest brązowymi liśćmi. W tle rosną drzewa iglaste. | Dziewczyna z kwiatem |                         | Czesław Dukat                | |
| Zdjęcie przedstawia rzeźbę w parku wykonaną ze sztucznego kamienia. Na prostopadłościennym postumencie leży bokiem kobieta. Zdjęcie zrobione z krótszego boku podstawy, od strony głowy. Przód ciała kobiety jest lekko uniesiony, wsparty na prawym przedramieniu. Głowa lekko pochylona, włosy uczesane w kok. Patrzy w kierunku ptaka, którego delikatnie trzyma w dłoniach. Kobieta nie posiada widocznego ubrania, jej ciało potraktowane jest jak wymodelowana bryła. Wokół rzeźby trawnik, z tyłu rosną drzewa iglaste. | Dziewczyna z ptakiem |                         | Henryk Piechaczek            | |
| Zdjęcie rzeźby parkowej wykonanej ze sztucznego kamienia. Przedstawia siedzącą na ławce młodą kobietę. Kobieta jest szczupła, ubrana w wąską sukienkę do kolan. Ręce trzyma oparte na złączonych kolanach, palcami podpiera brodę. Włosy proste, zakrywają uszy. Uwagę przyciąga głowa - w miejscu twarzy jest prosta płaszczyzna z pionową szczeliną pośrodku. Wokół rzeźby trawnik, z tyłu drzewa. | Ewa                  | 1965                    | Angelina Jura-Petrucco       | |
| zdjęcie rzeźby plenerowej przedstawiającej dwa jelonki. Jelonki są wykonane z kawałków blachy z widocznymi spawami. Stoją bezpośrednio na trawniku. Zwierzęta są chude, z grubymi nogami i nienaturalnie wielkim porożem. Stoją zwrócone w jednym kierunku, mocno wsparte na nogach, z głowami lekko uniesionymi do góry. | Jelonki              |                         | Stanisław Hochuł             | |
| zdjęcie rzeźby plenerowej. Na betonowym postumencie umieszczone są dwa duże metalowe koła, każde składa się z trzech metalowych obręczy, przesuniętych względem siebie. Środkowa obręcz jest przerwana. Na kołach umieszczone są dwie bryły, podobne do rowerzystów, mocno pochylone do przodu. Zauważyć można głowy i torsy z zaznaczonymi ramionami. Całość umieszczona na trawniku, w tle widoczne drzewa iglaste. | Kolarze              |                         | Zdzisław Cierniak            | Rzeźba wykonana z żywicy epoksydowej                                                                                      |
| zdjęcie abstrakcyjnej rzeźby plenerowej. Rzeźba wykonana z kamienia, w kształcie owalnej bryły na prostopadłościennym postumencie. Bryła w połowie ozdobiona pasem poziomych, nieregularnych nacięć. Całość stoi na trawniku, w tle drzewa. | Kompozycja           |                         | Zygmunt Brachmański          | |
| zdjęcie rzeźby plenerowej przedstawiającej dwie walczące kozice. Zwierzęta są wykonane z kawałków blachy z widocznymi spawami. Umieszczone na długim, kamiennym postumencie. Kozice mocno wsparte na ziemi, pochylone dynamicznie do przodu, z głowami nisko. Walczą uderzając się rogami. | Kozice               |                         | Stanisław Hochuł             | |
| Zdjęcie kamiennej rzeźby przedstawiającej smukłą kobietę w długiej sukni. Z przodu trzyma bukiet kwiatów wyglądający jak zebrane fałdy materiału. Rysy twarzy delikatne, z tyłu głowy duży kok lub kaptur. Całość w otoczeniu drzew i krzewów. | Kwiaciarka           |                         | Czesław Dukat                | |
| | Lato                 |                         | Zygmunt Brachmański          | |
| | Lot                  | 1963                    | Tadeusz Ślimakowski          | |
| | Matka z dzieckiem    | 1968                    | Jerzy Kwiatkowski            | |
| | Miotacz              |                         | Zygmunt Brachmański          | |
| | Motyl                |                         | Joanna Ambroziak-Hanasiewicz | |
| | Muzykanci            |                         | Stanisław Pietrusa           | |
| | Na pływalni          |                         | Stanisław Hochuł             | |
| | Pastuszek            |                         | Artur Cienciała              | |
| | Pączkowanie          | 1983[?]                 | Mirosław Kiciński            | |
| | Pąk                  |                         | Krystyna Pławska-Jackiewicz  | |
| | Płetwonurek          | 1963                    | Fryderyk Kubica              | |
| | Pocałunek            |                         | Mirosław Kiciński            | |
| | Postać Siedząca      |                         | Jacek Sarapata               | |
| | Ptaki                |                         | Urszula Kaczmarczyk          | |
| | Rodzina              | 1963                    | Jerzy Kwiatkowski            | |
| | Rozdarcie            |                         | Joachim Krakowczyk           | |
| | Rytm II              |                         | Andrzej Szczepaniec          | |
| | Symbioza             |                         | Joachim Krakowczyk           | |
| | Totem                | 1966                    | Józef Trenarowski            | rzeźba pierwotnie postawiona przy Sankodromie                                                                             |
| | Urząd                |                         | Jerzy Kędziora               | |
| | Wilki                | 1966 (data przybliżona) | Anna Dębska                  | rzeźby pierwotnie postawione przy Sankodromie, zdemontowane (stan na 2017 rok), zostały ustawione koło Totemu w 2021 roku |
| | W objęciu            | 1968                    | Augustyn Dyrda               | |
| | Zakochani I          | 1963                    | Augustyn Dyrda               | |
| | Zakochani II         | 1965                    | Augustyn Dyrda               | |
| | Zbliżenie            |                         | Henryk Fudali                | |

### Pozostałe rzeźby na terenie parku
| Zdjęcie | Nazwa rzeźby                                        | Czas powstania          | Autor                                                        | Uwagi |
| ------- | --------------------------------------------------- | ----------------------- | ------------------------------------------------------------ | --- |
|         | Czapla                                              |                         | nieznany                                                     | |
|         | Dron                                                | 2014                    | Julita Wójcik                                                | Rzeźba interaktywna – przekaz z kamery umieszczonej na rzeźbie można oglądać na stronie internetowej parku |
|         | Dziewczyna z dzbanem / Kobieta z dzbanem (fontanna) | 2006                    | Zbigniew Januszewski                                         | Podarowana parkowi przez markę „Tyskie”. Skradziona w 2016 roku. Na jej miejscu w tymże roku ustawiono nową rzeźbę, którą ufundował Roman Gwóźdź.                                                                                              |
|         | Dziewczyna z kwiatem                                | 1965                    | Tadeusz Sadowski                                             | |
|         | Dziki                                               |                         | nieznany                                                     | |
|         | Foki (fontanna)                                     | 1963 (data przybliżona) | Tadeusz Sadowski                                             | |
|         | Foki                                                |                         | Tadeusz Sadowski                                             | |
|         | Fryz przedstawiający budowniczych parku             | przed 1963              | Jan Ślusarczyk                                               | Na fasadzie restauracji „Kamienny Kasztel”, przesłonięty szyldem |
|         | Górnicy                                             | 1965                    | Marian Wnuk                                                  | |
|         | Górnik                                              | 1954                    | Stanisław Marcinów                                           | |
|         | Gromowładny                                         | 1980 (data przybliżona) | Stanisław Hochuł                                             | |
|         | Hutnik                                              | 1953                    | Jan Ślusarczyk                                               | Pierwotnie znajdował się przed małym pawilonem wystawowym |
|         | Karlik i Karolinka                                  | 2005                    | Robert Sobociński                                            | Podarowana parkowi przez markę „Tyskie” |
|         | Karolinka                                           | 1963                    | Leopold Trybowski                                            | |
|         | Kopernik                                            | 1959                    | Jerzy Bandura                                                | |
|         | Krakowiak                                           | przed 1963              | Jan Ślusarczyk                                               | Przy kręgu tanecznym |
|         | Łanie (Gazele)                                      | 1967                    | Anna Dębska                                                  | Rzeźba w rosarium. Ponownie ustawiona po renowacji w 2022 roku |
|         | Mazur                                               | przed 1963              | Jan Ślusarczyk (lub Stanisław Lisowski)                      | |
|         | Niedźwiedzica z małymi                              |                         | nieznany                                                     | |
|         | Niedźwiedzie                                        |                         | nieznany                                                     | |
|         | Pawie                                               | lata 60. XX             | Anna Dębska                                                  | zniszczona (2017) |
|         | Pelikany (fontanna)                                 | 1963                    | Tadeusz Sadowski                                             | |
|         | Perkoz                                              | 1965 (data przybliżona) | Anna Dębska                                                  | Rzeźba przy stawie „Perkoz”. Przed renowacją. |
|         | Piłkarze                                            |                         | nieznany                                                     | |
|         | Popiersie Jerzego Ziętka                            | 1986 (data przybliżona) |                                                              | Dwuczęściowy pomnik z popiersiem Jerzego Ziętka oraz dwoma inskrypcjami: OŚRODEK HARCERSKI / IMIENI(A) GENERAŁA JERZEGO ZIĘTKA, WIELKIEMU PRZYJACIELOWI / ZUCHY HARCERZE INSTRUKTORZY / MAJ 1986                                               |
|         | Prawie zakochani (Prawie zaręczeni)                 | 2006                    | Jaakko Pernu                                                 | |
|         | Pylon I przy wejściu głównym                        | przed 1957              | nieznany                                                     | Wejście główne do parku |
|         | Pylon II przy wejściu głównym                       | przed 1957              | nieznany                                                     | Wejście główne do parku |
|         | Ryby (fontanna)                                     | 1963                    | Tadeusz Sadowski                                             | |
|         | Rytm I                                              |                         | Jan Ślusarczyk                                               | |
|         | Rzeźba ogrodowa (Centaur)                           |                         | Andrzej Szczepaniec                                          | Rzeźba przeniesiona w 2012 roku z Galerii Rzeźby Śląskiej do holu siedziby dyrekcji WPKiW. |
|         | Szczurołap                                          |                         | Richard Adolf Zutt (lub Emmanuel Frémiet)                    | W 1953 roku przywieziony do parku z Zabrza i ustawiony nad stawem, obecnie na terenie ZOO znajduje się kopia wykonana w GZUT, oryginał znajduje się w Muzeum Miejskim w Zabrzu (MZ/Sz/837). Na postumencie napis: „KOPIA GZUT GLIWICE 1996 r”. |
|         | Tablica generała Jerzego Ziętka                     |                         | Zygmunt Brachmański                                          | |
|         | Tablica Kosmonautów                                 | po 25 października 1962 | ?                                                            | Inskrypcja na tablicy: DRZEWA PRZYJAŹNI ZASADZILI / 26. X. 1963 / W TIERIESZKOWA W. BYKOWSKI / KOSMONAUCI RADZIECCY |
|         | Tańczący                                            | 1953                    | Stanisław Marcinów                                           | |
|         | Tańczący (Trojak)                                   | 1953                    | Stanisław Marcinów                                           | |
|         | Żyrafa                                              | 1959                    | Leopold Pędziałek, Leszek Dutka konstrukcja: Jerzy Tombiński | Odlana w Gliwickich Zakładach Urządzeń Technicznych. Początkowo szara z fioletowym oświetleniem neonowym, w 1996 pomalowana na żółto w brązowe łaty, w 2011 wrócono do pierwotnej kolorystyki i wykonano nowe oświetlenie.                     |
|         | Źrebaki                                             | 1965                    | Anna Dębska                                                  | Po likwidacji Domu Turysty PTTK rzeźba została przeniesiona do ogrodu zoologicznego. Obecnie (w 2023) roku w nowym miejscu – przed siedzibą dyrekcji Parku Śląskiego.                                                                          |